# Lestrimelitta guyanensis
Lestrimelitta guyanensis là một loài Hymenoptera trong họ Apidae. Loài này được Roubik mô tả khoa học năm 1980.